# 栗栖王
栗栖王（くるすおう、天武天皇11年（682年） - 天平勝宝5年10月7日（753年11月6日）は、奈良時代の皇族。栗林王とも記される。天武天皇の孫。一品・長親王の子。官位は従三位・中務卿。

## 経歴
養老7年（723年）無位から従四位下に叙せられる。
天平5年12月（734年2月）雅楽頭に任ぜられる。翌天平6年（734年）2月1日に朱雀門で歌垣が行われ、五位以上の風流心のある者男女240余人が参加し聖武天皇も出御したが、その際に長田王・門部王・野中王らとともに頭の一人として参加した。天平9年（737年）従四位上、天平15年（743年）正四位下に昇叙。
天平12年（740年）に発生した藤原広嗣の乱後、それまでの平城京から恭仁京・紫香楽宮・難波宮と短期間の内に遷都が繰り返されていたが、天平17年（745年）5月に平城京の薬師寺に遣わされて四大寺（薬師寺・大安寺・元興寺・興福寺）の僧侶を集め、都をどこに置くべきかの意向を確認したところ、全員から平城京を都とすべきとの意見を得た（この時の官職は大膳大夫）。まもなく、難波宮から平城京への遷都が行われた。
孝謙朝の天平勝宝4年（752年）従三位に叙せられ公卿に列すが、翌天平勝宝5年（753年）10月7日薨去。享年72。最終官位は中務卿従三位。

## 官歴
『続日本紀』による。
- 養老7年（723年） 正月10日：従四位下（直叙）
- 天平5年（733年） 12月27日：雅楽頭
- 天平9年（737年） 2月14日：従四位上
- 天平15年（743年） 5月5日：正四位下
- 天平17年（745年） 5月4日：見大膳大夫
- 天平勝宝4年（752年） 7月16日：従三位
- 天平勝宝5年（753年） 10月7日：見中務卿

## 系譜
- 父：長親王[5]
- 母：不詳
- 妻：不詳
  - 男子：長田王[6]
  - 男子：神足光丸